# Bawku
Bawku je grad u Gani, u regiji Upper East. Nalazi se na krajnjem sjeveroistoku zemlje, blizu granica Gane s Burkinom Faso i Togoom. Sjedište je istoimenog distrikta.
U blizini grada je 1989. zabilježen pad meteorita.
Prema popisu iz 2000. godine, Bawku je imao 51.379 stanovnika, približno isti broj stanovnika kao i Bolgatanga, glavni grad regije Upper East.